# Bernd Schurf
Bernd Schurf (* 3. November 1943 in Nettesheim) ist ein deutscher Fachdidaktiker und Herausgeber von Deutschlehrwerken für die Sekundarstufen I und II.

## Leben und Werk
Nach einem Studium der Germanistik, Romanistik und Linguistik in Freiburg im Breisgau  bei Friedrich Maurer und Hugo Friedrich sowie in Köln bei Fritz Tschirch, Werner Keller, Walter Hinck und Harald Weinrich war Bernd Schurf Lehrer am Gymnasium, Fachleiter für Deutsch am Studienseminar Düsseldorf, Fachberater und Moderator für das Fach Deutsch bei der Bezirksregierung Düsseldorf, langjähriges Mitglied des Wissenschaftlichen Prüfungsamtes in Köln sowie Lehrbeauftragter für Fachdidaktik Deutsch an der Universität Köln.
1978 erschien das erste von ihm mit verfasste und herausgegebene Deutschlehrwerk „Literatur und Interaktion“ für die gymnasiale Oberstufe. 1979 mit „Text + Dialog“, ebenfalls für die Sekundarstufe II, die erste Lehrwerksfamilie mit Grundband, Kursbüchern und Projektbänden.
Nach der Reihe „Stationen der Literatur“, die kanonische Lektüren für den Deutschunterricht versammelte, folgte mit „Texte, Themen und Strukturen“ ein Lehrwerk für die Oberstufe, das seit 1990 in zahlreichen Bearbeitungen und regionalen Ausgaben, mit begleitenden Arbeitsheften, Lernsoftware, Handreichungen für den Unterricht sowie Kopiervorlagensammlungen zu Abiturlektüren in allen Bundesländern große Verbreitung fand. Die „Texte-Themen-und-Strukturen“-Familie umfasst über 100 Einzeltitel. Ergänzt wird sie durch die Reihe „Kursthemen Deutsch“, die zu zentralen Themen der Oberstufe vertiefende Materialien bietet.
Seit 1997 gibt Bernd Schurf mit dem „Deutschbuch“ auch ein Lehrwerk für die Sekundarstufe I mit Ausgaben für verschiedene Bundesländer und Schulformen heraus. Der Lehrwerkskranz enthält neben Schülerbüchern, Arbeitsheften, Handreichungen, Kopiervorlagensammlungen sowie Lern- und Planungssoftware auch Hörbücher, Nachschlagewerke und eine Literaturgeschichte. Die verschiedenen Reihen haben bereits mehrere Neubearbeitungen erlebt, insgesamt handelt es sich um über 500 Titel.
Bernd Schurf ist verheiratet und hat einen Sohn.

## Veröffentlichungen (Auswahl)
- Literatur und Interaktion. Arbeitsbuch zur Interpretation moderner Kurzprosa. Sekundarstufe II. Hg. von Norbert Heinze und Bernd Schurf. Limburg: Frankonius-Verlag 1978
- Text + Dialog. Grundband. Deutschunterricht auf der Sekundarstufe II. Hg. von Norbert Heinze und Bernd Schurf. Düsseldorf: Pädagogischer Verlag Schwann-Bagel 1979
- Texte, Themen und Strukturen. Grundband Deutsch für die Oberstufe. Hg. von Heinrich Biermann und Bernd Schurf. Düsseldorf: Cornelsen Verlag Schwann-Girardet 1990
- Texte, Themen und Strukturen. Deutsch für weiterführende berufliche Schulen. Hg. von Heinrich Biermann, Karl Josef Heerstraßen und Bernd Schurf. Düsseldorf: Cornelsen Verlag Schwann-Girardet 1992
- Deutschbuch 5-10. Sprach- und Lesebuch. Hg. von Heinrich Biermann und Bernd Schurf unter Beratung von Karlheinz Fingerhut. Berlin: Cornelsen Verlag 1997–2000
- Deutschbuch Grundausgabe 5-10. Sprach- und Lesebuch. Hg. von Heinrich Biermann und Bernd Schurf. Berlin: Cornelsen Verlag 1999–2002
- Texte, Themen und Strukturen. Deutschbuch für die Oberstufe. Hg. von Heinrich Biermann und Bernd Schurf unter Beratung von Karlheinz Fingerhut. Berlin: Cornelsen Verlag 1999
- Texte, Themen und Strukturen. Neue Ausgabe für weiterführende berufliche Schulen. Hg. von Karl Josef Heerstraßen und Bernd Schurf. Berlin: Cornelsen Verlag 2001
- Deutschbuch Bayern 5-12. Sprach- und Lesebuch. Hg. von Kurt Finkenzeller, Wilhelm Matthiessen, Bernd Schurf und Wieland Zirbs. Berlin: Cornelsen Verlag 2003–2010
- Deutschbuch für Gymnasien in Baden-Württemberg 1-6. Hg. von Margret Fingerhut, Christoph Kunz und Bernd Schurf. Berlin: Cornelsen Verlag 2004–2007
- Deutschbuch für Realschulen in Baden-Württemberg 1-6. Hg. von Christa Becker-Binder und Bernd Schurf. Berlin: Cornelsen Verlag 2004–2007
- Deutschbuch 5-10. Sprach- und Lesebuch. Neue Ausgabe. Hg. von Bernd Schurf und Andrea Wagener unter Beratung von Karlheinz Fingerhut. Berlin: Cornelsen Verlag 2004–2009
- Deutschbuch Neue Grundausgabe 5-10. Sprach- und Lesebuch. Hg. von Bernd Schurf und Andrea Wagener. Berlin: Cornelsen Verlag 2006–2010
- Texte, Themen und Strukturen. Deutschbuch für die Oberstufe. Neubearbeitung. Hg. von Bernd Schurf und Andrea Wagener unter Beratung von Karlheinz Fingerhut. Berlin: Cornelsen Verlag 2009
- Texte, Themen und Strukturen. Deutschbuch für die Oberstufe. Gymnasium Baden-Württemberg. Hg. von Margret Fingerhut und Bernd Schurf. Berlin: Cornelsen Verlag 2009
- Deutschbuch Literaturgeschichte. Hg. von Bernd Schurf und Andrea Wagener. Berlin: Cornelsen Verlag 2010
- Texte, Themen und Strukturen. Deutschbuch für die Fachhochschulreife. Hg. von Angela Mielke und Bernd Schurf. Berlin: Cornelsen Verlag 2011
- Deutschbuch Gymnasium 5 ff. Sprach- und Lesebuch. Hg. von Bernd Schurf und Andrea Wagener. Berlin: Cornelsen Verlag 2011 ff.
- Deutschbuch Differenzierende Ausgabe 5 ff. Sprach- und Lesebuch. Hg. von Markus Langner, Bernd Schurf und Andrea Wagener. Berlin: Cornelsen Verlag 2011 ff.
- Texte, Themen und Strukturen. Deutschbuch für die Sekundarstufe II. Schweizer Ausgabe. Hg. von Bernd Schurf und Andrea Wagener. Berlin: Cornelsen Schulverlage 2013
- Abiturwissen Deutsch. Hg. von Bernd Schurf und Andrea Wagener. Berlin: Cornelsen Schulverlage 2013

| Personendaten    | Personendaten            |
| ---------------- | ------------------------ |
| NAME             | Schurf, Bernd            |
| KURZBESCHREIBUNG | deutscher Fachdidaktiker |
| GEBURTSDATUM     | 3. November 1943         |
| GEBURTSORT       | Nettesheim               |